# Britt Hagman (skådespelare)
För andra betydelser, se Britt Hagman.
Britt-Barbro Hagman, under en tid Elliot och senare Pettersson, född 1 juli 1927 i Engelbrekts församling i Stockholm, död 29 mars 2015 i Söderköping, var en svensk barnskådespelare, sångare och journalist. Hon var dotter till skådespelarna Carl Hagman och Emy Hagman, ogift Blomster.
Britt Hagman filmdebuterade vid två års ålder i Ville Andesons äventyr. Hon spelade den kvinnliga huvudrollen i Kajan går till sjöss 1943. Senare blev Britt Hagman journalist.
Hon var gift första gången 1947–1967 med direktören Hampus Elliot (1925–1999) – av samma släkt som generallöjtnanten Hampus Elliot – och fick tre barn i detta äktenskap. Andra gången var hon gift 1976–1984 med Åke Pettersson (1922–1999).
Britt Hagman var bosatt i Söderköping.

## Filmografi
- 1929 – Ville Andesons äventyr
- 1936 – Janssons frestelse
- 1936 – Intermezzo
- 1940 – Swing it, magistern!
- 1943 – Kajan går till sjöss